# The Big Clock
The Big Clock is een Amerikaanse film noir uit 1948 onder regie van John Farrow. Het scenario is gebaseerd op de gelijknamige roman uit 1946 van de Amerikaanse auteur Kenneth Fearing.

## Verhaal
George Stroud houdt zich sinds zeven jaar bezig met onderzoeksjournalistiek voor de machtige persmagnaat Earl Janoth. Hij is eindredacteur van het misdaadblad Crimeways. Janoth is een despotische figuur die Stroud amper een pauze gunt.  
Op een avond stapt Janoth uit de lift van het flatgebouw van zijn jongere minnares Pauline. Hij ziet nog juist hoe een man de trap af komt. Janoth is achterdochtig en hij vraagt Pauline of ze de man kent. Daarop volgt een felle woordenwisseling die helemaal uit de hand loopt. Uitzinnig jaloers vermoordt Janoth Pauline.
Hij is radeloos en hij geeft Stroud de opdracht de identiteit te achterhalen van de man die het gebouw van zijn minnares verliet. Al gauw beseft Stroud dat hij op zoek moet gaan naar zichzelf en dat hij voor de moord dreigt op te draaien.

## Rolverdeling
| Acteur             | Personage        |
| ------------------ | ---------------- |
| Ray Milland        | George Stroud    |
| Charles Laughton   | Earl Janoth      |
| Maureen O'Sullivan | Georgette Stroud |
| George Macready    | Steve Hagen      |
| Rita Johnson       | Pauline York     |
| Elsa Lanchester    | Louise Patterson |
| Harold Vermilyea   | Don Klausmeyer   |
| Dan Tobin          | Ray Cordette     |
| Harry Morgan       | Bill Womack      |
| Richard Webb       | Nat Sperling     |
| Elaine Riley       | Lily Gold        |
| Luis Van Rooten    | Edwin Orlin      |
| Lloyd Corrigan     | McKinley         |
| Frank Orth         | Burt             |
| Margaret Field     | Secretaresse     |